# NBA Live 2004
NBA Live 2004 är ett basketspel i NBA Live-serien. Spelomslaget pryds av Vince Carter, som då spelade för Toronto Raptors. Spelet utvecklades av EA Sports, och släpptes den 14 oktober 2003. Spelet har flera grafiska likheter med NCAA March Madness 2004, och använder sig även av samma system för att skapa spelare.

## Musik
- The Black Eyed Peas - Hands Up
- Chingy - Right Thurr (NBA Live Mix)
- Clipse - Game Time
- Da Brat - I Got It Poppin' (NBA Live Mix)
- Dilated Peoples - Love and War
- Freeway - Flipside (NBA Live Mix)
- Jermaine Dupri - Live Like Me
- Lil' Flip - I'm The Greatest Player
- Mobb Deep - Another Victory
- Outkast - Ghetto Musick
- Red Cafe - Virus (NBA Live Mix)
- Sean Paul - Top of the Game
- The Game feat. Fredwreck - Can't Stop Me
- Twista - NBA Live 2004

### Fotnoter
1. ↑  Andrew Begley. ”Wade one of NBA Live's most successful cover players” (på engelska). NBA Live. http://www.nba-live.com/wayback-wednesday-wade-one-of-nba-lives-most-successful-cover-players/. Läst 20 maj 2014.